# Hermann Zoestius
Hermann Zoestius (* nach 1380 in Münster; † um 1445 in Marienfeld) war Mönch im Kloster Marienfeld. Auf Grund seiner Kenntnisse in der Astronomie und der Zeitmessung wurde Zoestius vom Generalabt der Zisterzienser in Citeaux zum Konzil von Basel (1431–1449) eingeladen, um an der Kalenderreform mitzuwirken.

## Leben
Zoestius wurde nachweislich nach 1380 in Münster geboren und besuchte die dortige Stiftsschule. Unterrichtet wurde er unter anderem vom Domdekan Menso und dem Weihbischof Heinrich von Minden.
Bereits vor 1414 trat Zoestius in das Zisterzienserkloster Marienfeld ein und wurde 1414 Beichtvater der Nonnen von St. Ägidii in Münster. Noch im selben Jahr nahm er an der Eröffnungsveranstaltung des Konzils von Konstanz (1414–1418) teil und bereicherte diese mit einem Gedichtbeitrag. Zum Studium ging Zoestius, wie andere Marienfelder Mönche bereits vor ihm, nach Prag, wo er sich umfangreiche Kenntnisse in Astronomie, Zeitmessung, der Heiligen Schrift, kanonischem Recht und Philosophie aneignete. In den 1420er Jahren verfasste Zoestius einen Großteil seiner Schriften, insbesondere die Chronik des Klosters Marienfeld von seiner Gründung 1185 bis 1422. Von 1431 bis 1437 nahm Zoestius am Konzil von Basel teil, 1443 verließ er Basel und kehrte nach Marienfeld zurück.
Um 1445 erkrankte er an der Pest und verstarb in Marienfeld. Begraben wurde er auf dem Ägidii-Kirchhof in Münster. Der Nekrolog des Marienfelder Klosters würdigt Zoestius als magnus astronomus.

## Konzil zu Basel
Auf Einladung des Generalabts der Zisterzienser, Jean VIII. Picart d’Aulnay (dt. Johannes Picart) in Citeaux, nahm Zoestius am Konzil von Basel teil. Der Abt wusste um seine Kenntnisse der Astronomie und Zeitmessung, und so wurden die Kosten seines Aufenthaltes in Basel vom Generalkapitel getragen.
Zoestius machte 1432 dem Basler Konzil einen Vorschlag zur Kalenderreform. In seiner Stellungnahme dort bezog er sich auch auf die Überlegungen von Reinher von Paderborn. Dass er ein entschiedener Anhänger der Ideen dieses Konzils war, zeigte sich in seinen Schriften De potestate ecclesiae et populi (1436) und De vocibus definitivis in conciliis generalibus (1436). Die Kalenderreform wurde jedoch letztlich nicht umgesetzt.

## Werke
Hermann Zoestius verfasste viele Schriften, den Großteil von 1420 bis 1430. Nur etwa 10 Schriften sind noch heute erhalten. Hier eine Auswahl seiner Werke:
- De fermento et azimo (um 1414)
- Chronicon Campi S. Mariae – Geschichte des Klosters Marienfeld bis 1422 (die Zuschreibung ist fraglich)
- De correctione calendarii, 1432
- De potestate ecclesiae et populi, 1436
- De vocibus definitivis in conciliis generalibus, 1436
- Leben des Bischofs Otto II. von Hoya
- Sermones de festis XXV
- Novus modus translationis corporum sanctorum
- De laude sancti Benedicti et filiorum suorum
- Evangelium ex quatuor unum (a concordance)[3]

Darüber hinaus verfasste er auch einige Heiligenlegenden.